# Konzentrationslager in Deutsch-Südwestafrika

Die Haifischinsel mit dem Lager in der Lüderitzbucht vor 1910

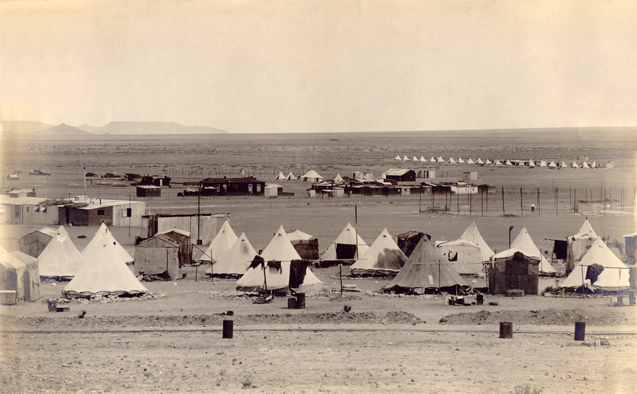
Kriegsgefangenenlager in Aus (1919)

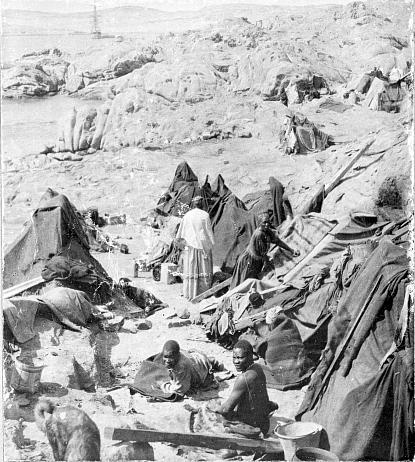
Lager auf der Haifischinsel (1903)

Konzentrationslager in Deutsch-Südwestafrika bezeichnete Internierungs- und Sammellager für gefangene Herero und Nama, die im Anschluss an den Aufstand der Herero und Nama seit 1904 vom Deutschen Reich in der damaligen Kolonie Deutsch-Südwestafrika errichtet wurden. Der Begriff „Konzentrationslager“ wurde erstmals offiziell im deutschen Sprachraum in den Jahren 1904/05 verwandt. Im südlichen Afrika hatte diese Bezeichnung der britische Feldmarschall und Politiker Herbert Kitchener, 1. Earl Kitchener zuerst geprägt: Während des Zweiten Burenkriegs gegen die holländischstämmigen Buren in Südafrika um 1900 wurden dort die Frauen und Kinder der burischstämmigen Bevölkerung, die als potentielle Feinde galten, in Lagern, die man amtlich als concentration camp bezeichnet hat, zusammengefasst und interniert.
Die formelle Schließung aller Konzentrationslager fand am 28. Mai 1908 statt. Hieran erinnert der Völkermord-Gedenktag.

## Internierung

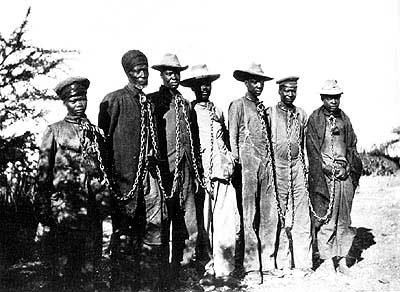
Gefangene Herero mit Halsketten, ca. 1904

Die gefangengenommenen Aufständischen, Männer und Frauen, wurden in Konzentrationslagern interniert und teilweise zu Zwangsarbeit eingesetzt.  Schon 1904 waren Gefangenenlager in Okahandja, Windhuk und Swakopmund errichtet worden. Im weiteren Verlauf des Krieges kamen dann weiter mehr oder weniger feste bzw. offene Lager in fast allen Orten des Landes hinzu.
Die Stadt Swakopmund, sowie die Lüderitzbucht mit der Haifischinsel, heute offiziell Shark Island oder Todesinsel, wurden aufgrund der geringen Fluchtmöglichkeiten für die Anlage eines Gefangenenlagers gewählt. Auf der Nordspitze der Insel hatten die Verantwortlichen bereits 1905 ein Lager für einige hundert Herero errichtet. Soweit gesund, wurden sie tagsüber zu Arbeiten in der Lüderitzbucht herangezogen und gegen Abend zur Haifischinsel zurückgebracht.

## Zustände in den Lagern
Von Anfang an starb eine große Zahl von Herero im Lager, bis Ende Mai 1905 Berichten zufolge 59 Männer, 59 Frauen und 73 Kinder. Trotz dieser hohen anfänglichen Sterblichkeitsrate auf der Insel, die mit ihrem kalten Klima für eine Besiedlung ungeeignet war, insbesondere für Menschen, die an das trockene, dürre Klima des Velds gewöhnt waren, setzten die deutschen Behörden die Verlegung von Menschen aus dem Landesinneren auf die Insel fort, angeblich wegen des Mangels an Nahrungsmitteln im Landesinneren, aber auch, weil sie die Gefangenen als Arbeitskräfte für den Bau einer Eisenbahnlinie einsetzen wollten, die Lüderitz mit Aus, Namibia verbinden sollte.
Die Zustände im Lager sprachen sich unter den Herero schnell herum, so dass Gefangene in anderen Teilen Deutsch-Südwestafrikas Berichten zufolge lieber Selbstmord begingen, als nach Lüderitz deportiert zu werden, nachdem sie Ende 1905 von den harten Bedingungen dort gehört hatten. Aufgrund des Rufs des Lagers wurde den Gefangenen nicht gesagt, wohin sie geschickt wurden, um die Gefahr einer Revolte oder Flucht zu verringern.
Auch die südafrikanische Zeitung The Cape Argus berichtete Ende September 1905 über die schrecklichen Bedingungen im Lager. Ein Transportfahrer, der Anfang 1905 im Lager beschäftigt war, wurde mit den Worten zitiert:

„Die Frauen, die gefangen genommen und nicht hingerichtet werden, müssen als Gefangene für das Militär arbeiten … Ich habe einige von ihnen in Angra Pequena (d. h. Lüderitz) gesehen, die zu härtester Arbeit gezwungen wurden und so ausgehungert waren, dass sie nur noch Haut und Knochen waren […] Sie bekommen kaum etwas zu essen, und ich habe sehr oft gesehen, wie sie Essensreste aufgesammelt haben, die von den Transportfahrern weggeworfen wurden. Wenn sie dabei erwischt werden, werden sie sjamboked (ausgepeitscht).“

August Kuhlmann war einer der ersten Zivilisten, die das Lager besuchten. Was er sah, schockierte ihn, wie er im September 1905 beschrieb:

„Eine Frau, die durch eine Krankheit so geschwächt war, dass sie nicht mehr stehen konnte, kroch zu einigen der anderen Häftlinge, um um Wasser zu betteln. Der Aufseher gab fünf Schüsse auf sie ab. Zwei Schüsse trafen sie: einer in den Oberschenkel, der andere zerschmetterte ihren Unterarm… In der Nacht starb sie.“

Im Lager wurden viele Fälle von Vergewaltigungen von Häftlingen durch Deutsche gemeldet. Obwohl einige dieser Fälle zu einer erfolgreichen Bestrafung des Täters führten, wenn sich ein „weißer Champion“ für das Opfer einsetzte, blieb die Mehrzahl der Fälle ungestraft.
Andere Faktoren wie minimale Essensrationen, unkontrollierte Krankheiten und Misshandlungen führten zu einer hohen Sterblichkeitsrate. Die Gefangenen erhielten in der Regel nur eine Handvoll ungekochten Reis. Krankheiten wie Typhus breiteten sich schnell aus. Die Gefangenen waren in großen, unhygienischen Unterkünften untergebracht und wurden kaum medizinisch betreut. Schläge kamen häufig vor, da die deutschen Beamten oft den Sjambok einsetzten, um die Gefangenen zur Arbeit zu zwingen.

### Ankunft der Nama
Mit dem Eintreffen von 1700 Kriegsgefangenen Witbooi und Bethanien-Nama im Mai 1906, welche schon bei der Ankunft von Unterernährung und Krankheiten gezeichnet waren, verschlechterten sich diese Verhältnisse weiter drastisch. Da die Zahl der Neuankömmlinge offensichtlich viel zu hoch für die Insel war, forderte die Lagerleitung gleich zu Beginn sofortige Abhilfe sowie Anlieferung von Nahrung und Kleidung, um das Leben der Gefangenen nicht weiter zu gefährden. Laut diesem Bericht starben zahlreiche Herero infolge der örtlichen Feuchtigkeit und Kälte.
Schon kurz nach diesem Eintreffen berichtete der Missionar, Ethnologe, Linguist und Historiker Heinrich Vedder von der Rheinischen Missionsgesellschaft bereits sehr kritisch über die Lage auf der Haifischinsel, was jedoch zu diesem Zeitpunkt keinerlei Resonanz hinterließ.
Einen neuen Anlauf versuchte der in Lüderitzbucht wohnende Missionar Emil Laaf, der am 5. Oktober 1905 an die Rheinischen Missionsgesellschaft schrieb:

„Eine große Zahl der Leute ist krank, meist an Skorbut, und es sterben wöchentlich 15–20. Samuel Izaak, der mein Dolmetscher ist, sagte mir unlängst, daß seit dem 4. März, an welchem Tage er sich den Deutschen gestellt hatte, 517 von seinen Leuten gestorben seien. Heute ist diese Zahl noch größer. Von den Herero sterben ebenso viele, sodass man im ganzen durchschnittlich wöchentlich 50 rechnen kann. Wann wird dieser Jammer ein Ende nehmen? Die Leute werden ganz gut versorgt, sowohl mit Kleidung als auch mit Proviant, letzteren können sie nicht alle essen. Aber das Klima ist zu ungünstig…“

Es stellte sich heraus, dass etliche Gefangene den südlichen Winter mit seinem nasskalten Seeklima nicht vertrugen und trotz ausreichender Verpflegung mit Reis und anderen Grundnahrungsmitteln oft zu erschöpft und krank waren, als dass sie die angebotene Nahrung hätten essen können.
Ab dem 26. September 1906 ließ das Hafenamt die Gefangenen mithilfe von Sprengungen im Südosten der Insel eine Landbrücke herstellen, wodurch die Insel zur Halbinsel wurde.
Nach anhaltendem Bitten der Mission entschloss sich der Kommandeur der Schutztruppe, Oberst Berthold Deimling im Dezember 1906, zumindest die Frauen und Kinder in das riesige ehemalige Nachschublager Burenkamp nahe Lüderitzbucht zu bringen.
Als eine seiner ersten Amtshandlungen besuchte der Nachfolger Deimlings, Major Ludwig von Estorff, am 8. April 1907 das Lager auf der Haifischinsel. Nach den besorgniserregenden Berichten, die ihm bisher vorgelegen hatten, wollte er sich nun selbst ein Bild von der Lage machen und war schlichtweg entsetzt.
Waren schon im Winter die Menschen elendig gestorben, so stiegen jetzt, je näher der Sommer kam, die Todesraten noch drastischer. Es ist anzunehmen, dass die zusammengedrängten Menschen an all jenen Krankheiten starben, unter denen auch die deutsche Truppe litt: Skorbut und Seuchen wie Typhus und Ruhr, deren Diagnose und Bekämpfung damals schwierig waren. Verschärft wurde das Problem in Swakopmund durch das dortige Trinkwasser, das mit Krankheitserregern infiziert war und der Tatsache, dass es den Deutschen nicht gelang, die Versorgung der Gefangenen sicherzustellen.
Am Tag seines Besuches auf der Insel telegrafierte v. Estorff am 10. April an das Kommando der Schutztruppen in Berlin, dass er die Verbringung der Gefangenen auf das Festland befohlen habe, um die Zustände zu mildern. Der Leiter der Kolonialabteilung des Auswärtigen Amtes, Kolonialdirektor Bernhard Dernburg, forderte einen genauen Bericht an und stimmte den Maßnahmen von Estorffs zu. In Windhuk fand von Estorff weniger Zustimmung, wie er in seinem Antworttelegramm an das Auswärtige Amt angab, hatte der als Gouverneur bestimmte Referent im Gouvernement, Hintrager, ihn gebeten, die Herero „wieder nach Insel zurück zu bringen unter Hinweis, daß England in Südafrika 10.000 Weiber und Kinder in Lagern sterben ließ.“
Am 26. April 1907 verfasste das Distriktamt Lüderitzbucht, Dernburgs Forderungen folgend, einen genauen Bericht über den Gesundheitszustand und die Zahl der nun von der Haifischinsel auf das Festland verlegten Gefangenen mit ihren Frauen und Kindern. Danach wird deutlich, dass am 24. April 1907 von den 573 überlebenden Nama 123 Personen so schwer erkrankt waren, dass nur noch mit dem Tod zu rechnen war. Von den restlichen 450 Menschen waren 50 Prozent der Männer, 25 Prozent der Frauen und 25 Prozent der Kinder erkrankt und hatten teilweise Aussicht auf Heilung.
Trotz dieser Maßnahmen mussten Männer und Frauen der Herero, Witbooi- und Bethanier-Nama, welche wieder gesundet waren, genauso wie zur Zeit ihrer Inhaftierung auf der Haifischinsel, Zwangsarbeit im Straßen-, Wege- und Bahnbau leisten, wo sie in unmenschlicher Art weiter ausgebeutet wurden. So sind von 2.014 Häftlingen aus dem Lager Haifischinsel zwischen Januar 1906 und Juni 1907 1.359 während des Baues der Südbahn zwischen Lüderitzbucht und Keetmanshoop verstorben.